# American Psycho (film)
American Psycho è un film del 2000 diretto da Mary Harron, ispirato all'omonimo romanzo di Bret Easton Ellis.

## Trama
New York City, 1988. La vita del 27enne Patrick Bateman, agiato investment banker fissato con lo status socio-economico e la cura della persona (dieta, esercizio fisico), ruota intorno al tentativo di nascondere la sua assenza di empatia alla fidanzata Evelyn - che non ha nessuna intenzione di sposare -, all'amante Courtney e ai ricchi e superficiali colleghi - per i quali prova un sentimento di odio misto a invidia quando uno di loro ha qualcosa di migliore. Quando il proprio autocontrollo viene messo a dura prova, Bateman si lascia andare ad allusioni, anche poco velate, sul suo bisogno di uccidere con chiunque parli, eppure nessuno fa caso a queste sue affermazioni o perché le ritengono delle esagerazioni ironiche o perché non lo stanno ascoltando. 
Quando il collega Paul Allen, scambiato Bateman per il collega Marcus Halberstram, mostra di avere un biglietto da visita migliore del suo, Patrick viene preso dall'ira e, la sera stessa, uccide un senzatetto e il suo cane poi, durante la festa di Natale dell'ufficio, organizza una cena con Allen. Dopo la cena tra i due colleghi, Bateman uccide Allen con un'ascia, si libera del suo cadavere e inscena la sua partenza per Londra. 
La sparizione di Allen però non convince i suoi famigliari così, mentre Patrick invita a casa due prostitute - nominate da lui Christie e Sabrina - che la mattina seguente lasciano l'appartamento ricoperte di tagli inflitti loro dall'uomo, il detective Donald Kimball viene incaricato di indagare e interroga anche Bateman che però viene ben presto scagionato quando qualcuno dice a Kimball di aver effettivamente visto Allen a Londra.
Quando poi il collega Luis Carruthers si presenta con un nuovo biglietto da visita simile a quello di Allen, Bateman cerca di strangolarlo nel bagno di un ristorante ma Luis, segretamente gay, scambia il gesto per un'avances dichiarando così il suo amore per lui che, disgustato, non lo uccide. 
Dopo aver invece ucciso una modella, Bateman invita la sua segretaria, Jean, a cena da lui con l'intento di assassinarla con una sparachiodi, ma, dopo aver ricevuto un messaggio da Evelyn, la fa andar via. È così che, con la promessa di non farle più del male, Bateman convince la prostituta Christie a un incontro sessuale con lui e la sua amica Elizabeth in casa di Paul Allen ma, durante l'amplesso, Patrick uccide Elizabeth, di cui consuma parzialmente le carni, così Christie tenta di scappare però, dopo aver scoperto numerosi cadaveri malamente celati in casa dell'uomo, viene colpita a morte da una motosega che Bateman le ha lanciato contro nella tromba delle scale.
Dopo aver rotto il fidanzamento con Evelyn, Patrick si dirige verso un bancomat e, dopo aver visto un gatto, gli appare sullo schermo la scritta "feed me a stray cat" (= dammi da mangiare un gatto randagio) così punta la pistola contro il gatto ma una donna tenta di fermarlo così l'uomo la uccide per poi darsi alla fuga, venendo però inseguito dalla polizia. Durante l'inseguimento, Bateman, dopo aver ucciso quattro poliziotti, cerca rifugio nel suo ufficio ma entra nell'edificio sbagliato, dove spara al custode e all'uomo delle pulizie, ed entrato in un ufficio - che crede il suo -, Patrick chiama il suo avvocato, Harold Carnes, a cui lascia sulla segreteria una confessione dettagliata degli omicidi commessi. 
Il mattino successivo, Bateman va l'appartamento di Allen per pulire e liberarsi dei cadaveri ma scopre che è vuoto e in vendita poi, scoperto dall'agente immobiliare che l'appartamento non è mai appartenuto a Paul Allen, incontra l'avvocato Carnes e gli accenna la confessione lasciatagli. Carnes scambia Bateman per un altro collega e ride della cosa giacché ha cenato di recente con Allen a Londra.
Confuso, Bateman torna dai colleghi, che stanno discutendo se Ronald Reagan sia un innocente vecchietto o un completo psicopatico così, non capendo se nessuno crede sia un assassino o se ha avuto solo delle allucinazioni omicide, Bateman si rende conto che per lui non esisterà né punizione né catarsi, concludendo la sua riflessione con la frase: "Questa confessione non ha nessun significato".

## Produzione
Mary Harron, che aveva precedentemente diretto Ho sparato a Andy Warhol, diresse il film e lo sceneggiò in collaborazione con Guinevere Turner. La loro sceneggiatura venne scelta fra quattro diverse, una delle quali era firmata dallo stesso autore del romanzo, Ellis. Le differenze con il libro non sono molte: Harron e Turner citano perfino gli artisti musicali preferiti da Bateman, ovvero Huey Lewis and the News, Whitney Houston e i Genesis, a ciascuno dei quali è dedicato un capitolo del romanzo.

## Colonna sonora
Le musiche originali del film sono di John Cale, ma la colonna sonora annovera brani di David Bowie, Phil Collins e Dope nella riedizione della celebre You Spin Me Right 'Round (Like a Record) dei Dead or Alive. In alcune edizioni del disco American Psycho: Music from the Controversial Motion Picture, pubblicato dalla Koch Records nel 2000, al posto di Sussudio di Phil Collins è presente Hip to Be Squared dei Huey Lewis and the News.
1. You Spin Me 'Round - Dope (cover dei Dead or Alive)
2. Monologue 1 - John Cale
3. Something in the Air (American Psycho remix) – David Bowie
4. Watching Me Fall (Underdog remix) – The Cure
5. True Faith – New Order
6. Monologue 2 – John Cale
7. Trouble – Daniel Ash
8. Paid in Full (Coldcut remix) – Eric B. & Rakim
9. Who Feelin' It (Philip's Psycho mix) – Tom Tom Club
10. Monologue 3 – John Cale
11. What's on Your Mind – Information Society (Pure Energy mix)
12. Pump Up the Volume – M/A/R/R/S
13. Paid on Full – The Racket (remix)
14. Sussudio - Phil Collins
15. If You Don't Know Me By Now - Simply Red
16. In Too Deep - Genesis
17. Walking On Sunshine - Katrina & The Waves

## Accoglienza
American Psycho debuttò al Sundance Film Festival il 21 gennaio 2000. Il film ricevette critiche positive dal New York Times. Deve la sua celebrità specialmente ai contenuti molto forti, all'umorismo nero e alla rappresentazione dello stile di vita degli yuppies americani degli anni ottanta. Il film ha incassato 34 266 564 $ in tutto il mondo.
È stato citato dalla rivista Journal of Psychoanalytic Psychology come una fedele rappresentazione cinematografica del narcisismo maligno.

## Riconoscimenti
- 2000 – National Board of Review Awards
  - Riconoscimento speciale per l'eccellenza nel filmmaking
- 2001 – Chlotrudis Awards
  - Miglior attore a Christian Bale
  - Miglior sceneggiatura non originale
- 2001 – International Horror Guild Award
  - Miglior film

## Sequel, spin-off e musical
Nel 2002 venne distribuito American Psycho 2, sequel del film della Harron prodotto e diretto da Morgan J. Freeman, ed interpretato da Mila Kunis e da William Shatner.
Nel film del 2002 Le regole dell'attrazione, diretto da Roger Avary, l'attore James Van Der Beek ha interpretato il fratello minore di Patrick Bateman, Sean. Pur condividendo lo stesso universo narrativo, il film della Harron non è collegato a questa pellicola.
Nel 2009 la rivista Variety diede la notizia che American Psycho sarebbe stato trasposto in un musical.
Nel 2024 viene annunciato un nuovo film di American Psycho diretto da Luca Guadagnino e con Austin Butler protagonista in sostituzione di Bale.